# El Generalito
El Generalito es un salón histórico que se encuentra dentro del Antiguo Colegio de San Ildefonso, en la Ciudad de México.

## Descripción
El salón se ubica al noroeste del patio del Colegio Grande. Es una estructura rectangular que conserva la estructura histórica dada a mediados del siglo XVII pero luce mobiliario y obras que se han añadido a lo largo de los años. La puerta de acceso se construyó a la mitad de uno de sus lados paralelos, contando esta con un arco de cantera a semejanza de la capilla del colegio. En el mismo está plasmado San Agustín combatiendo a la herejía y con el versículo bíblico del Eclesiastés, he aquí el gran sacerdote, que en su vida fortificó el Templo". Su techumbre es de bóvedas de arista, las cuales datan del siglo XIX, época en la que sustituyeron al techo de madera que se le dio en esa época en 1885 sustituyendo al techo original.
Al exterior del salón se encuentran los murales La destrucción del viejo orden, La trinchera, La huelga, La trinidad y El banquete de los ricos de José Clemente Orozco. Asimismo cuenta con las obras Alegoría de la Virgen de Guadalupe de Fermín Revueltas y El desembarco de los españoles de Ramón Alva de la Canal. Recibió el nombre El Generalito en el siglo XIX para distinguirlo de un nuevo espacio que se convertiría en el Salón General del recinto, el Anfiteatro Simón Bolívar. La cátedra data de la época colonial, pero fue realizada para el salón. A los costados de esta silla se encuentran retratos novohispanos de autoridades del colegio.

### Sillería
La sillería es el elemento más notable del Generalito, misma que ha derivado en análisis de historiadores como Rafael García Granados, Manuel Toussaint y Carlos Martínez Assad. La misma perteneció originalmente al coro del Antiguo Templo de San Agustín. Se trata de un conjunto de sillas ricamente ornamentadas en estilo barroco, las cuales presentan un programa basado en La ciudad de Dios de San Agustín. Son obra del ensamblador y tallador, Salvador de Ocampo y de otros talladores como Andrés de Roa y Francisco Rodríguez en 1697.  

## Historia
El Generalito es un salón que se ubica al noroeste del patio del Colegio Grande, construido a mediados del siglo XVII en el colegio original para ser el salón de actos principal del Colegio de San Ildefonso, mismo donde estudiaban alumnos de la orden jesuita con profesorado de la Real y Pontificia Universidad de México. En dicha época el salón tenía como función alojar actos solemnes, obras de teatro, certámenes literarios o de oratoria, ceremonias, entre otros. Tras la expulsión de los jesuitas de los territorios del imperio español, tuvo una breve recuperación como recinto académico a finales del siglo XVIII por protectorado de Miguel Domínguez, uno de sus exalumnos. 
En 1867 tras el establecimiento de la Preparatoria Nacional por liderazgo de Gabino Barreda, El Generalito volvió a alojar eventos culturales y académicos, algunos de los que tomó partido Benito Juárez. En 1888 fue convertido en sala de lectura, y a inicios del siglo XX el recinto sería sede del nacimiento de la Sociedad de Conferencias, organización cultural que derivaría en el Ateneo de la Juventud. 